# أثر جائحة فيروس كورونا على الصناعات الغذائية
تؤثر جائحة كوفيد-19 في صناعة الأغذية العالمية مع إغلاق الحكومات للمطاعم والبارات من أجل إبطاء انتشار الفيروس. انخفضت حركة الطلب اليومية على المطاعم حول العالم بشكل سريع مقارنةً مع الفترة نفسها من عام 2019. سبب إغلاق المطاعم تأثيرًا مضاعفًا امتد إلى الصناعات ذات الصلة مثل إنتاج الأغذية، وإنتاج الخمور والنبيذ والبيرة، وشحن الأغذية والمشروبات، وصيد السمك والزراعة.
أثرت هذه المسائل بشكل خطير في المناطق الصناعية تحديدًا حيث تُستورد عادةً نسب كبيرة من فئات الأغذية الكلية عبر استخدام اللوجستيات المبرمجة.

## التأثير العالمي

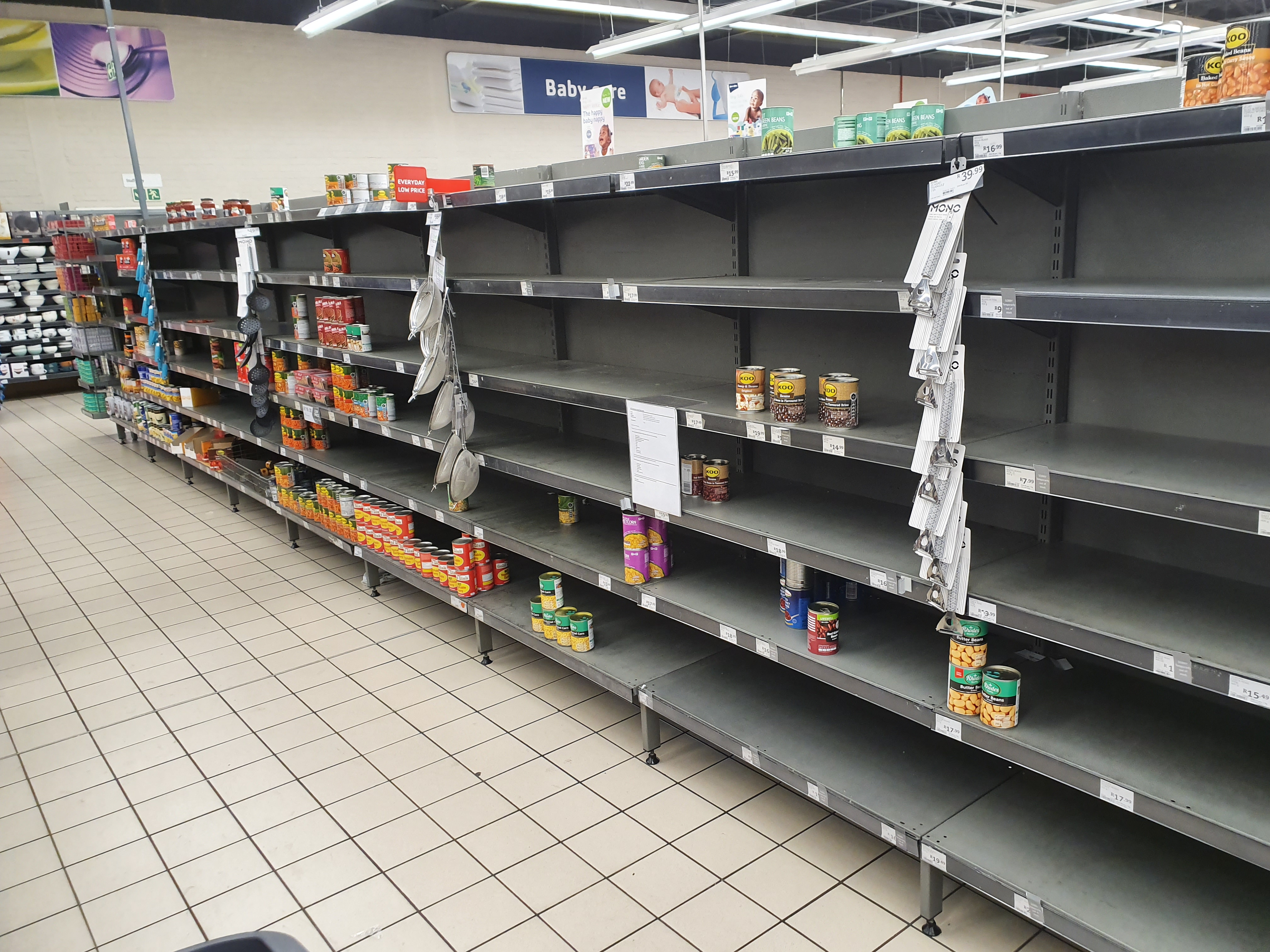
رفوف الطعام شبه فارغة في بارل، جنوب أفريقيا

صرح خبير الأمن الغذائي العالمي بيتر ألكساندر من جامعة إدنبرة أن أنظمة السوق الحر اللوجستية المبرمجة الشائعة في المناطق الصناعية تُعتبر جيدة جدًا في التعامل مع الاضطرابات الموجودة في مكان واحد أو العجز الاقتصادي المفاجئ لسلعة واحدة، لكنها معرضة لصدمة في نظامها بسبب عدم وجود كساد في النظام ولا احتياطات توريد يمكن اللجوء إليها.
شهدت العديد من الأماكن هلع الشراء الذي سبب العجز. حدثت بعض الاضطرابات في سلاسل توريد بعض المنتجات؛ على سبيل المثال، تستورد الولايات المتحدة العديد من المضخات اليدوية المستخدمة في عبوات مطهرات اليدين من الصين وتُعد إمداداتها قليلة. بالنسبة إلى العديد من منتجات الأغذية في الولايات المتحدة، حدثت إعادة إمداد طبيعية لكن ساهم هلع الشراء المتجلي في مظهر الرفوف الفارغة في دفع المستهلكين إلى التخزين والتكديس. نصحت مجموعة تجارة الأغذية بالتجزئة بائعي التجزئة بتسريع الطلب وتطبيق التقنين من أجل منع الرفوف الفارغة. اعتُبر بائعو الأغذية بالتجزئة «من ضمن أكثر المتأثرين بفيروس كورونا، لكنهم من الأعمال القليلة التي قد تستفيد منه بالفعل»، على المدى القصير على الأقل وفقًا لقناة تشيدار التلفزيونية. شهدت بعض المناطق ارتفاعًا في الأسعار.
انخفضت حركة المشاة إلى المطاعم والمقاهي بنسبة 75% في أمريكا اللاتينية، بينما شهدت أسواق أمريكا الشمالية والشرق الأوسط انخفاضًا بنسبة 90% بحلول نهاية مارس. أبلغ المزارعون في وقت لاحق، مع انخفاض الطلب على بعض المنتجات الزراعية بسبب الإغلاق التام وإغلاق المطاعم، عن فائض في المنتجات، مثل البطاطا في هولندا والحليب في ولاية ويسكونسن الأمريكية.
ارتفع تسوق البقالة عبر الإنترنت بشكل كبير خلال الجائحة. تبنى صغار المزارعين التقنيات الرقمية لبيع منتجاتهم بشكل مباشر، ازدادت أيضًا أنظمة الزراعة المدعومة من المجتمع وتوصيل البيع المباشر خلال جائحة فيروس كورونا.

## ضوابط الأخطار
بالنسبة إلى عاملي التجزئة في أعمال تجارة الأغذية والبقالة، أوصت مراكز السيطرة على الأمراض والوقاية منها وإدارة السلامة والصحة المهنية في الولايات المتحدة باتباع ضوابط إخطار محددة فيما يتعلق بكوفيد-19 بين التوصيات الأخرى العامة لمكان العمل. شمل ذلك بالنسبة للموظفين كلًا من تشجيع خيارات الدفع غير اللمسي وتخفيض التعامل النقدي وبطاقات الائتمان إلى الحد الأدنى، ووضع النقود على الطاولة عوضًا عن تمريرها باليد والتعقيم الروتيني للأسطح الملموسة بشكل متكرر مثل محطات العمل، وأجهزة سجلات النقد، ومحطات الدفع، ومقابض الأبواب، والطاولات وأسطح المطبخ. يمكن لأصحاب العمل وضع واقيات عطس مع صنع فتحة تمرير في أسفل الحاجز عند أماكن الدفع وخدمة العملاء، بالإضافة إلى استخدام كل ممر دفع موجود، ونقل محطة الدفع الإلكتروني بعيدًا عن أمين الصندوق، ووضع إشارات مرئية مثل الملصقات الأرضية من أجل تحديد مكان وقوف العملاء أثناء الدفع، وتوفير بدائل التسوق عن بعد وتحديد سعة العملاء القصوى المسموحة على الباب.

## أستراليا
في ملبورن، أعلن مسؤولو المدينة عن إرسال حزمة إعانة إلى سوق الملكة فكتوريا. وفقًا لإيتر، انتشرت عرائض لحث حكومة الولاية على إنقاذ الصناعة.

## البرازيل
في 23 مارس 2020، أبلغ الاتحاد البرازيلي للبارات والمطاعم (أبراسيل) عن إمكانية فقد أكثر من 3 ملايين عامل لوظائفهم في الأربعين يومًا التالية.

## كندا
اعتبارًا من 17 أبريل 2020، ارتبطت 15% من حالات العدوى في ألبرتا -358 إصابة- مع معمل كارجيل لمعالجة اللحوم في هاي ريفر. وارتبط التفشي بأكمله بموظف في مؤسسة للعناية طويلة الأمد إذ كان على اتصال وثيق مع موظف للمعمل في حيهما. عطلت كارجيل المعمل في 20 أبريل.

## الصين
أُغلقت مطاعم كل من ستاربكس وكنتاكي وبيتزا هت وماكدونالدز في ووهان أو هوبي بحلول 27 يناير. بسبب تزامن الإغلاق مع احتفالات السنة الجديدة القمرية، ظهر الفيروس «في أسوأ وقت بالنسبة للصين»، وفقًا لجود بلانشيت، رئيس الدراسات الصينية في مركز الدراسات الدولية والاستراتيجية. اعتُبرت السنة الجديدة القمرية اعتبارًا من 2020 الحدث الفردي الأكثر أهمية اقتصاديًا بالنسبة للصين، مع وصول إنفاق عام 2019 إلى 150 مليار دولار أمريكي. مثل قسم الخدمات 52% من اقتصاد الصين في عام 2020.
بحلول 24 مارس، استأنفت ستاربكس عملها بنسبة 95% من 2000 مطعم مغلق سابقًا، بما في ذلك بعض المطاعم في ووهان. أعلنت ستاربكس عن توقعها انخفاضًا بقيمة 400 مليون دولار في الإيرادات في الربع الثاني من العام الحالي بسبب إغلاق الصين.

## فرنسا
وفقًا لإيتر، «قد تصبح سلسلة الأغذية الفرنسية بأكملها أقل فردية وأكثر تشاركية، إذ لا تستطيع سوى مجموعات المطاعم الكبيرة النجاة مثل آلان دوكاس وكبار منتجي الأغذية الصناعية».

## ألمانيا
أعلنت سلسلة الوجبات السريعة فابيانو في 20 مارس عن عجزها المالي وإفلاسها المحتمل، طالبةً المساعدة من الحكومة الألمانية.

## هنغاريا
وفقًا لإيتر، تعتمد مطاعم بودابست بشكل كبير على السياحة، ومن المرجح عدم نجاتها.

## الهند
في 23 مارس 2020، طلب اتحاد المطاعم الوطني الهندي من وزارة المالية إنقاذ الصناعة من مأزقها المالي. تُقدر القيمة الاقتصادية للصناعة بما يقارب 4,23,865 كرور روبية.

## إيطاليا
وفقًا لإيتر، يعتمد إنتاج الأغذية الحرفي في إيطاليا بشكل كبير على السياحة، سواء بشكل مباشر أو غير مباشر عبر المطاعم، ومن الممكن ألا ينجو.

## اليابان
في 20 مارس 2020، انخفض مؤشر الانتشار المرتبط بالمطاعم إلى 0.7 وهي أسوأ قيمة شهدها على الإطلاق. أعلنت توريكيزوكو، وهي سلسلة إزاكايا المعروفة بطبق الياكيتوري، في 2 أبريل عن إغلاقها متاجرها البالغ عددها 394 من 4 أبريل حتى 6 مايو. أغلقت دوتور كوفي بدورها 250 متجر من متاجرها في 7 محافظات (طوكيو، وتشيبا، وسايتاما، وكاناغاوا، وأوساكا، وهيوغو وفوكوكا)، التي شملها إعلان حالة الطوارئ الأولي، اعتبارًا من 8 أبريل. أغلقت ستاربكس أيضًا ما يقارب 850 متجر في سبع محافظات من 9 أبريل. أغلقت توليز كوفي ما يقارب 400 متجر في سبع محافظات وما يقارب 50 متجر في 6 محافظات (هوكايدو، وإيباراكيم، وإيشيكاوا، وغيفو وأيتشي وكيوتو)، التي خُصصت كمحافظات تنبيه خاص، من 16 أبريل حتى 6 مايو على التوالي. طلبت وزارة الزراعة والحراجة ومصائد الأسماك من الناس شرب الحليب بكثرة من أجل إنقاص الحاجة للتخلص منه.

## نيوزلندا
في 25 مارس 2020، أعلنت حكومة نيوزلندا عن تصنيف متاجر الجزارة مع الأعمال غير الضرورية. وفقًا لإصدار 2017 من خطة الجائحة النيوزلندية، تنسق متاجر بيع اللحوم بالتجزئة في نيوزلندا وغيرها من المنظمات مع الحكومة من أجل الحفاظ على إمدادات الأغذية الأساسية إلى نقاط البيع.

## الفلبين
بقيت منافذ معينة من سلاسل الوجبات السريعة والمطاعم على قيد العمل خلال الحجر الصحي في لوزان. تستمر هذه المنافذ التي بقيت مفتوحة في استلام الطلبات الصادرة والتوصيل. أوقفت بعض خدمات توصيل الطعام مثل غراب فود وفود باندا عملياتها مؤقتًا لكنها استأنفت عملها في النهاية في لوزان خلال فترة الحجر الصحي.

## السويد
وفقًأ لإيتر، «يوجد شعور باليأس المطلق» في صناعة المطاعم السويدية لكن لم يعق هذا المودة الكبيرة بين أصحاب المطاعم، الذين يحاولون خلق أفكار جديدة في محاولة منهم للنجاة.

## تركيا
في 21 مارس، أعلنت وزارة الداخلية عن إغلاق جميع المطاعم وأماكن تناول الطعام والمعجنات ومنع العامة من تناول الطعام فيها اعتبارًا من منتصف الليل، مع السماح لها بتوفير التوصيل المنزلي والطلبات الخارجية فقط.

## المملكة المتحدة
نصح رئيس وزراء المملكة المتحدة بوريس جونسون الشعب بتجنب البارات والنوادي والمطاعم في 16 مارس. تُعتبر صناعة المطاعم ثالث أكبر موظف في المملكة المتحدة. أعلنت الحكومة عن حزمة إعانة للعمال في 20 مارس مع عدم توفر التمويلات حتى نهاية أبريل.
وفقًا للغارديان، فإن المطاعم «اندفعت لإعادة اختراع نفسها» من خلال تحويل نماذج أعمالها لتتكيف مع وقائع القيود الحكومية. أصبحت بعض المطاعم عبارة عن «طلبات خارجية، ومتاجر زجاجات ومعلبات. بينما أصبح بعضها الآخر سلال مبيعات أو مجموعات وجبات طازجة أو قدمت دورات الطبخ».
في 23 مارس، أغلقت ماكدونالدز وكنتاكي جميع مطاعمها في المملكة المتحدة وإيرلندا.
في 24 مارس، أعلنت غريغز عن إغلاقها جميع المتاجر البالغ عددها 2000 متجر. على الرغم من تحويلها إلى متاجر للطلبات الخارجية بعد الدعوة لإغلاق جميع المطاعم والمقاهي. تشكل الاستيرادات نصف إمدادات الأغذية تقريبًا في المملكة المتحدة. تحول الكثير من موردي المطاعم إلى نماذج البيع مباشرةً إلى المستهلك.

## الولايات المتحدة

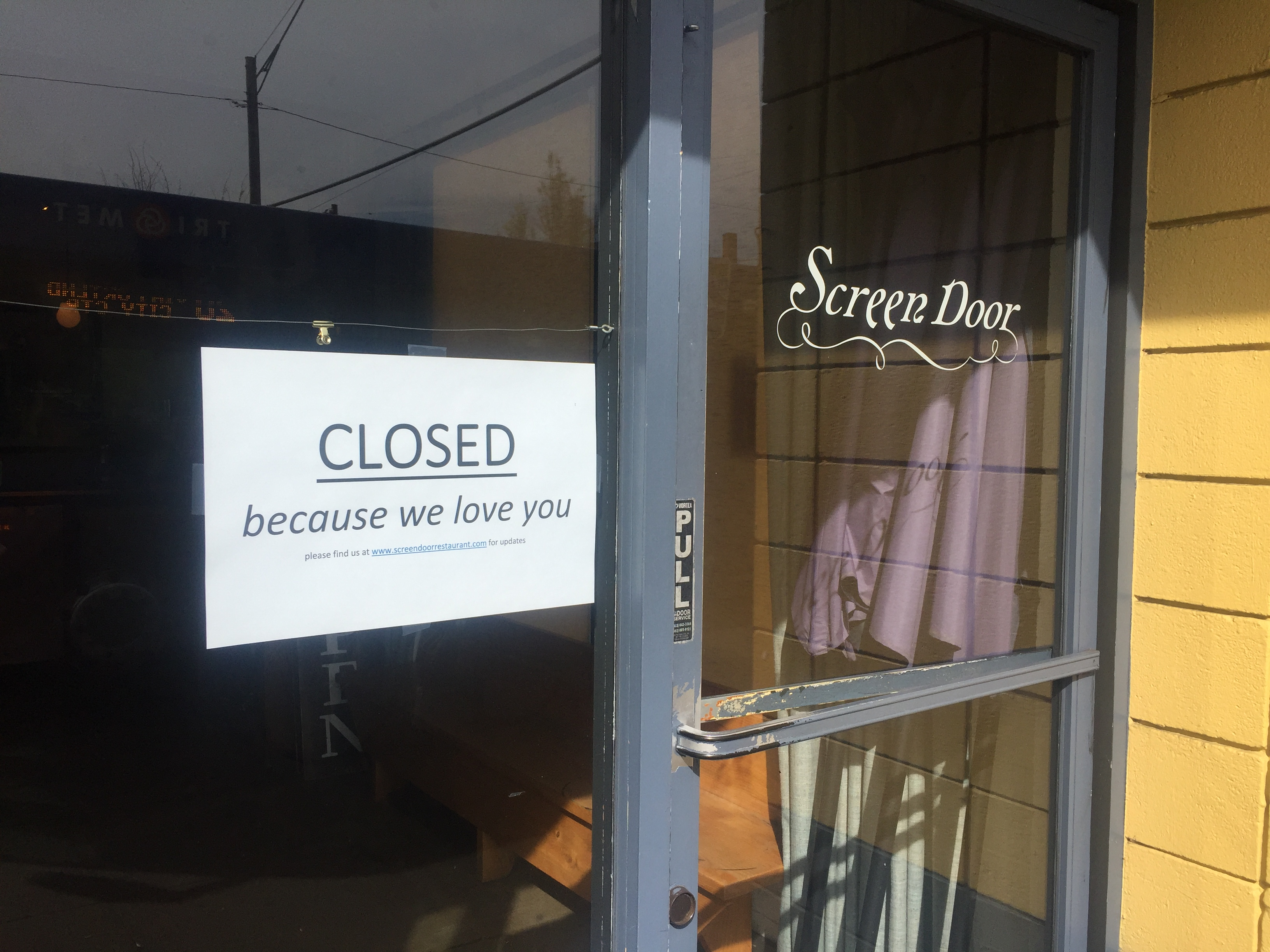
لافتة إغلاق مطعم سكرين دور، أوريغون، بسبب الجائحة

أثرت جائحة فيروس كورونا 2020 على الصناعة الغذائية في الولايات المتحدة من خلال الإغلاق الحكومي، الذي أدى إلى تسريح العمال وفقدان دخل المطاعم والمالكين. تأثرت محلات البقالة بهلع الشراء الذي لوحظ في وقت مبكر، منذ نحو 2 مارس في بعض المناطق.
أثر الإغلاق على توزيع الأغذية والمشروبات. فرغم نقص منتجات الألبان في محلات البقالة في أوائل أبريل، كان المزارعون يتخلصون من الحليب الذي ينتجونه بسبب نقص الطلب، مع أن عملاءهم الرئيسيين يعملون في سلسلة إمداد الخدمات الغذائية. يوضح الخبير الاقتصادي في صناعة الألبان في جامعة كورنيل كريستوفر وولف: «إذا كنت صاحب مصنع مُعدّ لإنتاج القشدة الحامضة التي تباع في المطاعم المكسيكية، فلن تستطيع أن تقرر أنك في الغد ستنتج المثلجات وترسلها إلى محلات البقالة». توقفت شركة تايسون فودز لتحضير اللحوم مؤقتًا عن العمل في أبريل بسبب إصابة الكثير من عمالها بفيروس كورونا، وكان من المتوقع أن يذبح المزارعون الكثير من الحيوانات دون إمكانية بيع لحومها.
تقول «يوكي نوغوشي» من الإذاعة الوطنية العامة «إن بي آر»: «تعرض كل مطعم في أنحاء البلاد لضربة قاسية في آنٍ واحد، ما جعل هذه الكارثة فريدة». وحذر خبراء الصناعة من عدم قدرة الشركات الصغيرة على التعافي من نتائج الإغلاق دون مساعدة الحكومة. على المستوى الاقتصادي الأكبر، أشارت التوقعات اعتبارًا من 17 مارس إلى فداحة الخسائر، إذ أنفق الأميركيون في السنوات الأخيرة في المطاعم أكثر مما أنفقوه في محلات البقالة. وقال ليستر جونز، كبير الاقتصاديين في الرابطة الوطنية لتجار بيع البيرة بالجملة: «هذا حدث كبير ومؤذٍ جدًا للمطاعم والحانات والبارات والصناعة بشكل عام».

وقال كريس سونغر، الرئيس التنفيذي لمجلس المشروبات الروحية المقطرة في الولايات المتحدة: «سيكون الأثر على صناعتنا صعبًا حقًا. سيشكل تحديًا حقيقيًا من الناحية الاقتصادية لا لمعامل التقطير في الولايات المتحدة وحسب، بل للشركات الصغيرة والمطاعم والحانات أيضًا». ووصف شون كينيدي من الجمعية الوطنية للمطاعم في 19 مارس الإغلاق بأنه «عاصفة تامة» بالنسبة لهذه الصناعة، قائلًا إن التحديات الرئيسية الثلاثة للمطاعم هي الحصول على النقد في المدى القصير، والحصول إلى الائتمان في المدى المتوسط والطويل، وتخفيف الضرائب عند إنهاء الإغلاق. وقال مستثمر في اثنين من المطاعم في مدينة نيويورك لصحيفة نيويورك بوست:
«هذا الوضع كارثي بالنسبة لعمل المطاعم. كم ستبدو المدينة حزينة إذا كانت الأماكن الوحيدة الناجية هي السلاسل؟ يجعلني مجرد التفكير في الأمر كئيبًا».
— مارك أمادي
وذكرت صحيفة نيويورك تايمز في مارس أن محللي الصناعة الغذائية يتوقعون زوال ثلثي المطاعم، وما يصل إلى 75% من المطاعم المستقلة. في 26 مارس، كان من المتوقع إغلاق 11% من المطاعم بشكل نهائي في غضون الأيام الثلاثين التالية.
وقدّرت التوقعات أن تبلغ مبيعات صناعة المطاعم في الولايات المتحدة 899 مليار دولار في عام 2020 وفقًا للرابطة الوطنية للمطاعم، وهي الجمعية التجارية الرئيسية لهذه الصناعة في الولايات المتحدة. نحو 99% من الشركات في هذه الصناعة شركات صغيرة ملكيتها عائلية وتُشغّل أقل من 50 موظفًا. شغّلت الصناعة إجمالًا في فبراير 2020 أكثر من 15 مليون شخص، أي نحو 10% من القوى العاملة بشكل مباشر. ويمثل القطاع ثاني أكبر موظِف خاص في البلاد وثالث أكبر موظِف عمومًا. وشغّل بشكل غير مباشر نحو 10% إضافية من خلال أعمال تابعة مثل إنتاج المواد الغذائية، والشحن، وخدمات التوصيل، وفقًا لصاحبة مطاعم في أوهايو تدعى بريتني روبي ميلر. في ديلاوير وماساتشوستس، يعمل واحد من كل عشرة عاملين في قطاع المطاعم. في ولاية كارولينا الشمالية، 11% من العاملين موظفون في هذا القطاع. في تكساس، 12% من العاملين موظفون في القطاع، وذلك في 2016.
قدرت مجلة فوربس في 19 مارس فقدان الوظائف في قطاع المطاعم بالملايين. وقيّمت الجمعية الوطنية للمطاعم الخسائر المحتملة في الوظائف بين خمسة وسبعة ملايين.
توقع خبراء الصناعة في 18 مارس خسائر مباشرة بقيمة 225 مليار دولار وأثر اقتصادي إجمالي قدره 678 مليار دولار بسبب العائدات الإضافية في مواقع أخرى من الاقتصاد حين يرتاد العملاء المطاعم.

### المخطط الزمني
في 28 فبراير، في خبر حول استعداد المطاعم لاحتمال حدوث جائحة، نقلت ريستورانت بيزنيس عن روزلين ستون، مديرة العمليات في شركة توفر الاستجابة للمطاعم في الأزمات، قولها إن «منظور الجائحة العالمية سلط الضوء على المطاعم وميل الموظفين إلى العمل وهم مرضى. ومع أن المزيد من السلاسل بدأت منح الموظفين وقتًا مرضيًا في ظل تناقص اليد العاملة، من المهم تغيير ثقافة الشركات على نحو متزايد لضمان عدم عمل الموظفين خلال المرض».
وصف خبر في 3 مارس في نيشنز ريستورانت نيوز هذه الصناعة بأنها استعدت لآثار الفيروس.
في يوم الأحد، 15 مارس، أمر حاكم ولاية أوهايو مايك ديواين ومديرة الصحة في ولاية أوهايو إيمي أكتون بإغلاق جميع الحانات والمطاعم للمساعدة في إبطاء انتشار الفيروس، قائلين إن الحكومة «شجعت المطاعم على تقديم الطلبات الخارجية أو خدمات التوصيل، دون السماح بتجمع الناس في المطاعم». وقال ديواين إنه اتخذ القرار «بعد أن اتصل به مواطنون من أنحاء الولاية وأرسلوا صورًا ورواياتٍ عن الحانات المزدحمة ليلة السبت، رغم تحذيرات التباعد الاجتماعي ومرسوم الحاكم الذي يحدّ الحشود بما لا يتجاوز 100 شخصًا». أغلقت مدينة لوس أنجلوس جميع المطاعم والحانات في وقت لاحق من ذلك المساء وأعلنت مدينة نيويورك عن إغلاق جميع المطاعم والحانات بحلول يوم الثلاثاء التالي، واستثنت المدينتان تقديم الطلبات الخارجية وخدمة التوصيل.
وفي اليوم التالي، اتخذت إلينوي ونيوجيرسي وولاية نيويورك وكونيكتيكت وكنتاكي وبنسلفانيا وميريلاند وواشنطن العاصمة الإجراءات نفسها.  في 18 مارس، طلبت الجمعية الوطنية للمطاعم من الحكومة الاتحادية تقديم الإغاثة للمطاعم والعاملين في المطاعم. وبحلول 21 مارس، أغلقت 25 ولاية على الأقل المطاعم والحانات. وارتفع العدد إلى 38 في 22 مارس. وفي ولايات أخرى، منعت المدن الكبرى الجلوس في الحانات والمطاعم وسمحت بتقديم الطلبات الخارجية والتوصيل.

### عواقب في الصناعات الغذائية
عرقل الإغلاق الجزئي للمطاعم عوضًا عن الإغلاق التام إمكانية الاستفادة من التأمين، في حال توقُف العمل، في الكثير من المطاعم؛ إضافةً إلى وجود سياسات أخرى تتضمن بنودًا تستبعد التغطية في حالات الأوبئة، أو الإجراءات التي تفرضها السلطة المدنية، أو تشترط وجود أضرار مادية بالممتلكات. سُرّحت نسبة من الموظفين في هذا القطاع الذي يفتقر الكثير من عامليه إلى الإجازات المرضية مقارنة بالقطاعات المشابهة. وصفت صحيفة نيويورك تايمز الإغلاق بأنه يؤثر على «جميع طبقات الصناعة الغذائية، من المالكين والطهاة المشاهير إلى الندل والنادلات وسقاة الحانات وعمال التوصيل، الذين يواجهون التسريح بشكل فعلي وربما يعجزون عن دفع إيجاراتهم».
انتشر الفيروس إلى عشرات مصانع تحضير اللحوم في الولايات المتحدة، ما أجبر بعضها على الإغلاق وسبّب وفيات بين العمال. وقال الرئيس التنفيذي لشركة سميثفيلد فودز كينيث سوليفان إن هذا يعرض سلسلة إمداد اللحوم للخطر. أغلقت الشركة ما لا يقل عن ثلاثة مصانع بسبب وجود عمال مصابين بالفيروس.

### رد الحكومة
قدمت حكومات ولايات وحكومات محلية متعددة حزم إغاثة للعمال والمطاعم. تحدث الرئيس الأمريكي ترامب عبر الهاتف في 19 مارس مع رؤساء سلاسل المطاعم، دون أصحاب الامتيازات مستقلة. وكان من المشاركين دومينوز بيتزا وماكدونالدز ووينديز ويم براندز ومطاعم داردن وممثلين عن رابطة حقوق الامتياز الدولية والاتحاد الوطني للبيع بالتجزئة.
في أوائل مايو اقتُرح تشريع في الكونغرس يسمح للأميركيين باستخدام فوائد إس إن إيه بّي «برنامج المساعدة الغذائية الداعمة» أو «سناب» في المطاعم. في الوقت الحالي، لا يمكن استخدام مزايا المساعدة الغذائية إلا في مطاعم الدولة المشاركة في «برنامج وجبات المطاعم». ويتضمن القانون المقترح «سناب كاري» أحكامًا لتوسيع نطاق الوصول إلى برنامج المطاعم خلال حالات الطوارئ مثل الجائحة الحالية.